# Grabovica (gmina Nevesinje)
Grabovica (cyr. Грабовица) – wieś w Bośni i Hercegowinie, w Republice Serbskiej, w gminie Nevesinje. W 2013 roku liczyła 67 mieszkańców.